# Sunset Acres (Teksas)
Sunset Acres je naseljeno mjesto za statističke potrebe u američkoj saveznoj državi Teksas. Prema popisu stanovništva iz 2010. u njemu je živjelo 23 stanovnika.